# Rachel Riddell
Rachel Riddell, född 5 september 1984 i Winnipeg, är en kanadensisk vattenpolomålvakt som tog VM-silver 2009 och VM-brons 2005.
Riddell ingick i det kanadensiska landslaget vid olympiska sommarspelen 2004. Hon spelade två matcher i damernas vattenpoloturnering i samband med de olympiska vattenpolotävlingarna 2004 i Aten där Kanada kom på sjunde plats.